# Maya Onken
Maya Onken (* 22. Oktober 1968 in St. Gallen) ist eine Schweizer Buchautorin. Sie ist Coach, Dozentin und Geschäftsleitung der Onken Academy GmbH in Uster.

## Leben
Maya Onken studierte Germanistik an der Universität Zürich und belegte die Nebenfächer Pädagogik und allgemeine Didaktik. Ferner absolvierte sie eine Ausbildung zur Mittelschullehrerin und unterrichtete an Gymnasien.
Sie war ab 1996 zehn Jahre beim Schweizer Unternehmen The Body Shop Levy AG, dem Schweizer Tochterunternehmen von The Body Shop, im Bereich Ausbildung und Personalwesen tätig. Bis 2011 war sie als Dozentin und stellvertretende Geschäftsleitung am Frauenseminar Bodensee in Zusammenarbeit mit ihrer Mutter tätig. Seit 2011 leitet sie die Onken Academy GmbH in Uster.
Maya Onken ist verheiratet und hat zwei Töchter. Sie ist die Tochter der Schweizer Psychologin und Psychotherapeutin Julia Onken.

## Werke

### Romane
- Heissssss, eine Lustreise zur Sexgöttin. Xanthippe, Zürich 2009, ISBN 978-3-905795-06-6.
- Nestkälte, vom Lügen, Betrügen und Verzeihen. Xanthippe, Zürich 2013, ISBN 978-3-905795-24-0.

### Sachbuch
- Hilfe, ich bin eine emanzipierte Mutter (mit Julia Onken). Beck, München 2006, ISBN 978-3-406-54151-3.